# Mrs. Caroline Robinson
O tema Mrs. Caroline Robinson (Senhora Carolina Robinson) foi a canção que representou a Áustria no Festival Eurovisão da Canção 1978, interpretada em alemão pela banda Springtime. A referida canção tinha letra de Norbert Niedermayer, Gerhard Markel, Walter Markel; música de Walter Markel, Gerhard Markel e foi orquestrada por Richard Österreicher.
A canção austríaca foi a 19.ª (penúltima) a ser interpretada na noite do espectáculo, a seguir à canção israelita e antes da canção sueca cantada por Björn Skifs. No final da votação, terminou em 15.º lugar e recebeu 14 votos.
A canção é sobre uma Caroline Robinson, uma feiticeira da vila, que era considerada como uma sex appeal e agora não usa sequer a vassoura.